# Stenus adelops
Stenus adelops är en skalbaggsart som beskrevs av Thomas Casey. Stenus adelops ingår i släktet Stenus och familjen kortvingar. Inga underarter finns listade i Catalogue of Life.